# Burcht Vilsegg
De burcht Vilsegg ligt op ongeveer één kilometer ten noordwesten van het stadje Vils in de Oostenrijkse deelstaat Tirol, tussen Pfronten en Füssen.

## Ligging
De burcht ligt ongeveer zestig meter boven het Vilstal op een 887 meter hoge heuvel aan de rand van de Salsober-Berg, waarover de huidige staatsgrens tussen Oostenrijk en Duitsland loopt. De heuvel waarop burcht Vilsegg gelegen is, is erg steil. Hierdoor was de vesting, ondanks het geringe hoogteverschil, vanuit het dal moeilijk aan te vallen. Burcht Vilsegg ligt ongeveer 350 meter lager dan de burcht Falkenstein, die op Duits grondgebied gelegen is.

## Geschiedenis
De burcht moet zijn gebouwd rond 1220 of 1230. Burcht Vilsegg is een van de belangrijkste voorbeelden van Staufische bouwkunst in Tirol.
De naam Vilsegg dook voor het eerst op in 1263. Toen werd namelijk ene Heinrich von Vilsegg als ministeriaal van de heren van Hohenegg vermeld. De familie Hohenegg waren destijds leenmannen van het stift in Kempten.
De ministerialen van Vilsegg werden voor het laatst in 1314 vermeld. Daarna woonden de Hoheneggs zelf op de burcht. Aan het begin van de 14e eeuw probeerde Meinhard II van Gorizia-Tirol zijn grondgebied uit te breiden ten koste van zijn buren. Zo veroverde hij ook meerdere burchten van de familie Hohenegg, waaronder de nabijgelegen burcht Loch bij Pinswang. Burcht Vilsegg bleef echter tot 1408 als leen van het stift Kempten toebedeeld aan de Hohenegger. Toen beleende het stift Kempten de hertog van Oostenrijk met de burcht en de heerlijkheid, maar deze beleende het op zijn beurt opnieuw aan de familie Hohenegg.
In 1671 stierf met Johann Franz de laatste uit het geslacht Hohenegg. Hiermee viel de burcht Vilsegg terug in handen van Oostenrijk en dus werd keizer Leopold I de officiële leenheer van het stift Kempten. Vervolgens werd de burcht nog zeker tot 1709 bewoond. Op een kaart uit 1774 staat de burcht voor het eerst als ruïne ingetekend.
In 1806 werd de burcht samen met het stadje Vils en de bijbehorende heerlijkheid bij Beieren gevoegd. Bij het Congres van Wenen in 1816 werd echter bepaald dat het bij Oostenrijk moest worden gevoegd.
In 1939 stortte een groot deel van de overgebleven ruïne (waaronder de oostwand van de donjon) in bij een aardbeving. In 1953 werd het overgebleven deel van de donjon verstevigd ter voorkoming van verdere instorting. Inmiddels worden ook de andere overgebleven muren vrijgelegd en gerestaureerd.